# Rally de Gran Bretaña de 1998
El Rally de Gran Bretaña de 1998, oficialmente 54th Network Q Rally of Great Britain, fue la edición 54 y la decimotercera y última ronda de la temporada 1998 del Campeonato Mundial de Rally. Se celebró entre el 22 y el 24 de noviembre en los alrededores de la localidad de Cheltenham y el vencedor fue el británico Richard Burns con un Mitsubishi Carisma GT que logró la segunda victoria de la temporada y de su carrera, además de ser la primera en su tierra natal. Los protagonistas del rally sin embargo, fueron: Tommi Mäkinen y Carlos Sainz que llegaron a la última ronda del año con una diferencia de solo dos puntos en favor del finlandés por lo que se jugaron el título de pilotos en Inglaterra.  Aquel que quedase por delante del otro sería el vencedor y paradójicamente ninguno de los dos consiguió terminar la prueba y el título se lo adjudicó Mäkinen. En el campeonato de marcas Mitsubishi y Toyota también se jugaban el título. La segunda llegaba a Inglaterra con cuatro puntos de ventaja sobre la primera pero debido a los abandonos de Sainz, Didier Auriol y Gronholm no pudo sumar ninguno, por lo que a Mitsubishi le bastó con los puntos de Burns para proclamarse campeona.

## Desarrollo

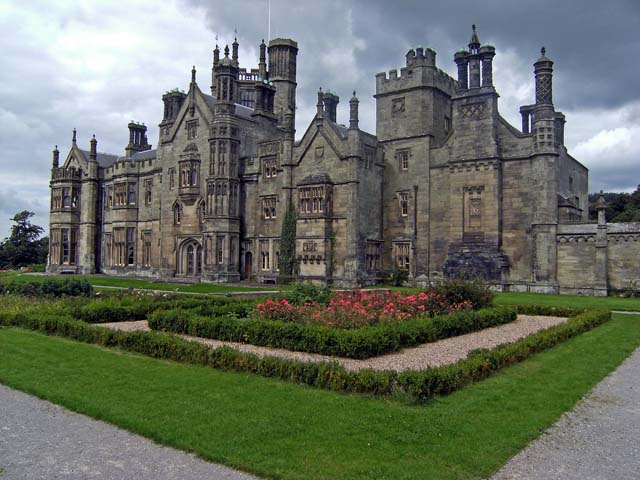
El tramo de Margam donde Sainz perdió el título pasaba justo por delante de Margam Castle.

El rally contó con 380,3 km cronometrados a disputar en 28 tramos durante los tres días. La prueba transcurrió sobre los tradicionales caminos de tierra ingleses, con alguna presencia de asfalto el primer día  y fue enteramente dominado por los pilotos ingleses. Colin McRae que corría con un Subaru Impreza y Richard Burns con un Mitsubishi Carisma, a la postre ganador, se adjudicaron entre ambos 25 de los 28 tramos disputados y se alternaron el liderato que finalmente se llevó Burns gracias al abandono de su compatriota McRae. La lluvia y la niebla hicieron acto de presencia durante el transcurso de la carrera.
El primer día se disputó entre las localidades de Cheltenham, Birmingham y Silverstone. Colin McRae comenzó fuerte marcando el scratch en los primeros seis tramos. Durante el sexto tramo, Tommi Mäkinen destrozó la rueda trasera derecha de su coche al golpear contra un bloque de cemento, decidió continuar, pero finalmente tuvo que abandonar cuando un control policial le obligó a detenerse. De esta manera a Carlos Sainz le bastaba con finalizar cuarto, para sumar los tres puntos que lo situaria por delante de Mäkinen.
El segundo día, Richard Burns comenzó a apretar y marcó los mejores tiempos de la mañana y al final del día se situó líder gracias en parte al abandono de McRae que tras disputar el tramo 19, el motor de su Impreza se averió.
El tercer día del rally transcurrió con normalidad, Burns se adjudicó los mejores tiempos de todos los tramos y ganó el rally acompañado en el podio por los Ford Escort de Juha Kankkunen y Bruno Thiry.  La mala suerte sin embargo, se cebó sobre el español. En el último tramo del rally y a solo 500 metros de la meta, el Toyota Corolla WRC se averió y Sainz no pudo terminar. Una de las bielas del Corolla dijo basta y al romperse, el aceite derramado se inflamó y causó un pequeño incendio en el motor. Aunque Sainz y Moya se bajaron del coche y trataron de apagar el incendio y continuar, el Corolla no arrancó. El título se fue entonces para Mäkinen, que se enteró de que era campeón, durante una entrevista posterior a la carrera, cuando su hermano le comunicó la noticia por teléfono.

## Tramos y ganadores
| Día            | Tramo | Hora  | Nombre                   | Distancia | Ganador                   | Tiempo  | Velo. media | Líder rally   |
| -------------- | ----- | ----- | ------------------------ | --------- | ------------------------- | ------- | ----------- | ------------- |
| Día 1 (22 Nov) | SS1   | 07:20 | Cheltenham 1             | 1,76 km   | Colin McRae Alister McRae | 1:29,4  | 70.87 km/h  | Colin McRae   |
| Día 1 (22 Nov) | SS2   | 08:36 | Cornbury                 | 4.16 km   | Colin McRae               | 2:52,1  | 87.02 km/h  | Colin McRae   |
| Día 1 (22 Nov) | SS3   | 10:07 | Silverstone 1            | 8.69 km   | Colin McRae               | 5:45,8  | 90.47 km/h  | Colin McRae   |
| Día 1 (22 Nov) | SS4   | 10:20 | Silverstone 2            | 8.69 km   | Colin McRae               | 5:41,6  | 91.58 km/h  | Colin McRae   |
| Día 1 (22 Nov) | SS5   | 11:59 | V-Rally Millbrook 1      | 7.13 km   | Colin McRae               | 4:38,8  | 92.07 km/h  | Colin McRae   |
| Día 1 (22 Nov) | SS6   | 12:12 | V-Rally Millbrook 2      | 7.13 km   | Colin McRae               | 4:35,5  | 93.17 km/h  | Colin McRae   |
| Día 1 (22 Nov) | SS7   | 13:45 | Silversone Super Special | 1.96 km   | Carlos Sainz              | 1:27,7  | 80.46 km/h  | Colin McRae   |
| Día 1 (22 Nov) | SS8   | 14:22 | Silverstone 3            | 6.99 km   | Colin McRae               | 4:50,6  | 86.59 km/h  | Colin McRae   |
| Día 1 (22 Nov) | SS9   | 14:35 | Silverstone 4            | 6.99 km   | Didier Auriol             | 4:51,9  | 86.21 km/h  | Colin McRae   |
| Día 1 (22 Nov) | SS10  | 14:58 | Towcester                | 3.23 km   | Didier Auriol             | 2:16,7  | 85.06 km/h  | Colin McRae   |
| Día 1 (22 Nov) | SS11  | 16:51 | Donington 1              | 6.30 km   | Colin McRae Alister McRae | 3:49,3  | 98.91 km/h  | Colin McRae   |
| Día 1 (22 Nov) | SS12  | 17:02 | Donington 2              | 6.30 km   | Alister McRae             | 3:44,4  | 101.07 km/h | Colin McRae   |
| Día 1 (22 Nov) | SS13  | 18:58 | Cheltenham 2             | 1.61 km   | Richard Burns             | 1:22,6  | 70.17 km/h  | Colin McRae   |
| Día 2 (23 Nov) | SS14  | 07:24 | Radnor                   | 23.85 km  | Richard Burns             | 11:58,7 | 119.47 km/h | Colin McRae   |
| Día 2 (23 Nov) | SS15  | 09:50 | Myherin 1                | 16.86 km  | Richard Burns             | 9:51,5  | 102.61 km/h | Colin McRae   |
| Día 2 (23 Nov) | SS16  | 10:37 | Tywi                     | 19.88 km  | Richard Burns             | 12:18,1 | 96.96 km/h  | Richard Burns |
| Día 2 (23 Nov) | SS17  | 13:09 | Esgair Dafydd            | 8.70 km   | Colin McRae               | 5:24,0  | 96.67 km/h  | Colin McRae   |
| Día 2 (23 Nov) | SS18  | 13:58 | Crychan                  | 21.99 km  | Colin McRae               | 13:04,5 | 100.91 km/h | Colin McRae   |
| Día 2 (23 Nov) | SS19  | 14:30 | Cefin                    | 9.15 km   | Colin McRae               | 5:37,7  | 97.54 km/h  | Colin McRae   |
| Día 2 (23 Nov) | SS20  | 16:51 | Sweet Lamb               | 25.70 km  | Richard Burns             | 16:35,4 | 92.95 km/h  | Richard Burns |
| Día 2 (23 Nov) | SS21  | 17:35 | Myherin 2                | 16.86 km  | Richard Burns             | 10:24,7 | 97.16 km/h  | Richard Burns |
| Día 3 (24 Nov) | SS22  | 07:09 | St. Gwynno               | 13.80 km  | Richard Burns             | 8:05,6  | 102.31 km/h | Richard Burns |
| Día 3 (24 Nov) | SS23  | 07:36 | Tyle                     | 10.65 km  | Richard Burns             | 6:20,3  | 100.82 km/h | Richard Burns |
| Día 3 (24 Nov) | SS24  | 08:12 | Rhondda                  | 36.29 km  | Richard Burns             | 20:45,3 | 104.91 km/h | Richard Burns |
| Día 3 (24 Nov) | SS25  | 10:09 | Resolfen                 | 44.60 km  | Richard Burns             | 25:30,5 | 104.91 km/h | Richard Burns |
| Día 3 (24 Nov) | SS26  | 11:52 | Rheola                   | 24.90 km  | Richard Burns             | 13:59,9 | 106.73 km/h | Richard Burns |
| Día 3 (24 Nov) | SS27  | 13:07 | Argoed                   | 9.04 km   | Richard Burns             | 5:38,9  | 96.03 km/h  | Richard Burns |
| Día 3 (24 Nov) | SS28  | 13:26 | Margam                   | 27.09 km  | Richard Burns             | 16:28,9 | 98.62 km/h  | Richard Burns |

## Clasificación final
| Pos. | Piloto              | Copiloto          | Automóvil                   | Tiempo    | Diferencia | Puntos |
| WRC  | WRC                 | WRC               | WRC                         | WRC       | WRC        | WRC    |
| ---- | ------------------- | ----------------- | --------------------------- | --------- | ---------- | ------ |
| 1.   | Richard Burns       | Robert Reid       | Mitsubishi Carisma GT       | 3:50:30.6 | 0.0        | 10     |
| 2.   | Juha Kankkunen      | Juha Repo         | Ford Escort WRC             | 3:54.17,1 | +3:46.5    | 6      |
| 3.   | Bruno Thiry         | Stephane Prevot   | Ford Escort WRC             | 3:55.58,1 | +5:27.5    | 4      |
| 4.   | Gregoire de Mevius  | Jean-Marc Fortin  | Subaru Impreza              | 3:58.25,4 | +7:54.8s   | 3      |
| 5.   | Sebastian Lindholm  | Jukka Aho         | Ford Escort WRC             | 3:58.46,2 | +8:15.6s   | 2      |
| 6.   | Harri Rovanpera     | Risto Pietilainen | SEAT Córdoba WRC            | 4:01.03,9 | +9:33.3s   | 1      |
| 7.   | Armin Schwarz       | Manfred Hiemer    | Ford Escort WRC             | 4:02.47,3 | +12:16.7s  |        |
| 8.   | Krzysztof Holowczyc | Maciej Wislawski  | Subaru Impreza              | 4:03.37,3 | +13:06.7s  |        |
| 9.   | Markko Martin       | Toomas Kitsing    | Toyota Celica GT-Four ST205 | 4:07.41,6 | +17:11.0s  |        |
| 10.  | Manfred Stohl       | Peter Muller      | Mitsubishi Lancer Evo V     | 4:09.37,8 | +19:07,2s  |        |